# 田尾耕太郎
田尾 耕太郎（たお こうたろう、1980年8月8日 - ）は、日本の歯科医師、ポータルサイト運営者、元アマチュア野球選手。東京都杉並区出身。
父は元プロ野球選手・監督の田尾安志。

## 略歴
- 父親が中日ドラゴンズ、西武ライオンズ、阪神タイガースと球団を変わるたびに引越ししていたため、名古屋、東京、兵庫などに在住経験があり、兵庫県在住時は、阪神・淡路大震災にも被災している。
- 1999年3月、私立甲南高等学校卒業後、同年4月、松本歯科大学歯学部歯学科入学。*2005年、歯科医師国家試験に合格。歯科医師となる。現在は、歯科ポータルサイト「歯医者/歯科情報の歯チャンネル」「デンターネット」の製作、運営を行っている。